# Genealogy
Genealogy – ormiańska supergrupa wokalna, utworzona na potrzeby reprezentowania Armenii podczas 60. Konkursu Piosenki Eurowizji w 2015. Celem powstania zespołu było upamiętnienie 100. rocznicy ludobójstwa Ormian.

## Historia supergrupy
Ormiański nadawca publiczny zdecydował się w 2015 na utworzenie formacji złożonej z wokalistów, która reprezentowałaby Armenię podczas 60. Konkursu Piosenki Eurowizji. W skład grupy weszli wykonawcy reprezentujący diasporę ormiańską, rozsianą po całym świecie, czyli: Essaï Altounian (reprezentujący Europę), Tamar Kaprelian (Amerykę), Vahe Tilbian (Afrykę), Stephanie Topalian (Azję), Mary-Jean O’Doherty Basmadjian (Australię i Oceanię) oraz Inga Arszakian (Armenię). Wokaliści nagrali utwór „Face the Shadow”, który miał symbolicznie zjednoczyć Ormian i przekazać światu przesłanie jedności, tolerancji oraz pokoju. Utwór początkowo nosił tytuł „Don’t Deny”, jednak nazwa musiała zostać zmieniona z powodów politycznych. 19 maja 2015 zaprezentowali utwór jako drudzy w kolejności w pierwszym półfinale 60. Konkursu Piosenki Eurowizji i przeszli do finału, w którym zajęli 16. miejsce z 34 punktami na koncie. Podczas występów konkursowych byli ubrani w fioletowe stroje, co miało symbolizować „nadzieję ormiańskiej kultury”, ponieważ „[fiolet] to kolor korzeni i przyszłości”.